# Frank Schaffer
Frank Schaffer (Eisenhüttenstadt, Brandenburg, 1958. október 23. –) olimpiai ezüstérmes keletnémet atléta, futó.

## Pályafutása
Pályafutása alatt mindössze egy alkalommal vett részt az olimpiai játékokon. 1980-ban a moszkvai olimpián két versenyszámban is indult. Tagja volt a négyszer négyszázas keletnémet váltónak, továbbá rajthoz állt a négyszáz méteres síkfutás versenyein is. Utóbbin a második legjobb eredménnyel jutott túl az elődöntőn, a döntőben azonban csak harmadik lett; a szovjet Viktor Markin és az ausztrál Rick Mitchell előzte meg. A váltóval is érmesként zárt. Klaus Thiele, Andreas Knebel és Volker Beck társaként a második helyet szerezték meg a szovjetek váltója mögött.
1984-ben vonult vissza a versenysporttól.

## Egyéni legjobbjai
- 400 méteres síkfutás - 44,87 (1980)